# ستيفان زيفكوفيتش
ستيفان زيفكوفيتش (1 يونيو 1990 ببلغراد في إقليم القائد العسكري في صربيا - ) هو لاعب كرة قدم صربي في مركز الدفاع. لعب مع نادي تشوكاريتشكي وFK Hajduk Beograd ‏ وFK Resnik ‏ وبوراتس تشاتشاك ‏.

## وصلات خارجية
- ستيفان زيفكوفيتش على موقع قاعدة بيانات كرة القدم.إي يو (الإنجليزية)
- ستيفان زيفكوفيتش على موقع Soccerway.com (الإنجليزية)
- ستيفان زيفكوفيتش على موقع عالم كرة القدم.نت (الإنجليزية)